# Michele Canini
Michele Canini (* 5. Juni 1985 in Brescia, Italien) ist ein ehemaliger italienischer Fußballspieler.

## Spielerkarriere

### National
Canini startete seine Karriere als Fußballer beim lombardischen Traditionsverein Atalanta Bergamo. Als Jugendspieler wurde er für die Saison 2004/05 an den Drittligisten Sambenedettese verliehen. Anschließend folgte der Wechsel zum Erstligisten Cagliari Calcio, wo er regelmäßig zum Einsatz kam. Dank seiner guten Leistungen wurde er auch U-21-Nationalspieler.

### International
Michele Canini nahm für die U-21 Italiens sowohl an der Junioren-Fußballweltmeisterschaft 2005, als auch an der U-21-Fußball-Europameisterschaft 2006 und der U-21-Fußball-Europameisterschaft 2007 teil.